# Лёкиз
Лёкиз или Лек-из (от коми Лекиз — Плохая скала) — скала, геологический памятник природы регионального значения, расположенный на правом берегу реки Илыч в 4 км ниже ручья Большой Сотчемъёль, на территории Печоро-Илычского заповедника (Троицко-Печорский район Республики Коми, Россия). Высота составляет около 100 метров.

## Общие сведения
Скала сложена светло-серыми пластами мелкокристаллических известняков, относящихся к среднему Карбону. На форму повлияли речная эрозия и морозное выветривание. Ярко выражены «зеркала скольжения». По реке Илыч к скале Лёкиз проложен водно-пешеходный маршрут.

## Мифология
О скале существует несколько коми легенд. Одна из них гласит, что на этом месте жили злые духи, а позже место стало предназначено для жертвоприношений.